# Miss Earth 2008
| Data:                | 9 listopada 2008        |
| Kraj:                | Filipiny                |
| Miasto:              | Angeles                 |
| Gala finałowa:       | Expo Pilipino           |
| Liczba uczestniczek: | 85                      |
| Zwyciężczyni:        | Karla Henry, Filipiny   |
| Poprzedniczka:       | Jessica Trisko, Kanada  |
| Następczyni:         | Larissa Ramos, Brazylia |
| -------------------- | ----------------------- |

Miss Earth 2008 – 8. edycja konkursu Miss Earth. Odbyła się 9 listopada 2006 r. w Expo Pilipino, w Angeles na Filipinach. W konkursie wzięły udział 85 kobiet z całego świata. Konkurs wygrała reprezentantka gospodarzy z Filipin – Karla Henry.

## Wyniki

### Miejsca
| Wyniki finału                | Uczestniczka |
| ---------------------------- | --- |
| Miss Earth 2008              | - Filipiny – Karla Henry |
| Miss Powietrza (1. wicemiss) | - Tanzania – Miriam Odemba |
| Miss Wody (2. wicemiss)      | - Meksyk – Abigail Elizalde |
| Miss Ognia (3. wicemiss)     | - Brazylia – Tatiane Alves |
| Top 8                        | - Hiszpania – Adriana Reverón - Kolumbia – Mariana Rodriguez - Szwajcaria – Nasanin Nuri - Wenezuela – Daniela Torrealba |
| Top 16                       | - Czechy – Hana Svobodová - Korea Południowa – Seo Seol-hee - Nigeria – Uko Ezinne - Polska – Karolina Filipkowska - Rumunia – Ruxandra Popa - Rosja – Anna Mezentseva - Stany Zjednoczone – Jana Murrell - Tajlandia – Piyaporn Deejing |

### Nagrody specjalne
| Nagroda specjalna                 | Uczestniczka                   |
| --------------------------------- | ------------------------------ |
| Miss Fotogeniczności              | Filipiny – Karla Henry         |
| Najlepszy kostium narodowy        | Panama – Shassia Ubillus       |
| Miss Przyjaźni                    | Ekwador – Andrea Carolina León |
| Miss Talentu                      | Australia – Rachael Smith      |
| Najładniejsza w stroju kąpielowym | Meksyk – Abigail Elizald       |
| Najładniejsza w sukni wieczorowej | Wenezuela – Daniela Torrealba  |

## Uczestniczki
| Państwo                       | Uczestniczka                  | Wiek | Wzrost (cm) | Miasto rodzinne          |
| ----------------------------- | ----------------------------- | ---- | ----------- | ------------------------ |
| Albania                       | Rudina Suti                   | 21   | 178         | Tirana                   |
| Anglia                        | Caroline Duffy                | 22   | 175         | York                     |
| Argentyna                     | Camila Solórzano Ayusa        | 18   | 176         | Tucumán                  |
| Australia                     | Rachael Smith Como            | 23   | 179         | Perth                    |
| Bahamy                        | Garnell Storr                 | 25   | 170         | Musha Cay                |
| Belgia                        | Debby Gommeren                | 20   | 176         | Antwerpia                |
| Bhutan                        | Tsokye Tsomo Karchung         | 24   | 175         | Thimphu                  |
| Boliwia                       | Carolina Urquiola             | 23   | 176         | La Paz                   |
| Bośnia i Hercegowina          | Alisa Zlatarevic              | 20   | 176         | Sarajewo                 |
| Botswana                      | Nametso Ngwako                | 19   | 173         | Dystrykt Central         |
| Brazylia                      | Tatiane Alves                 | 24   | 177         | Conselheiro Lafaiete     |
| Chiny                         | Ying Kun Zhou                 | 22   | 182         | Szantung                 |
| Czechy                        | Hana Svobodová                | 19   | 174         | Wysoczyna                |
| Chińskie Tajpej               | Yin Yin Tsai                  | 22   | 175         | Tajpej                   |
| Demokratyczna Republika Konga | Olga Yumba                    | 20   | 171         | Mbuji-Mayi               |
| Dominikana                    | Diana González Flores         | 18   | 173         | San Francisco de Macorís |
| Ekwador                       | Andrea Carolina León          | 20   | 170         | Machala                  |
| Etiopia                       | Kidan Tesfahun                | 24   | 180         | Addis Abeba              |
| Filipiny                      | Karla Henry                   | 22   | 173         | Cebu City                |
| Finlandia                     | Minna Nikkila                 | 21   | 170         | Tampere                  |
| Francja                       | Charlotte Lagauzere           | 24   | 181         | Bajonna                  |
| Ghana                         | Sara Adoley Addo              | 24   | 165         | Akra                     |
| Grecja                        | Ria Antoniou                  | 19   | 175         | Ateny                    |
| Gruzja                        | Sopiko Svimonishvili          | 20   | 180         | Rustawi                  |
| Gwadelupa                     | Jennifer Desbouiges           | 22   | 175         | Basse-Terre              |
| Gwatemala                     | Jennifer Neves                | 26   | 185         | Hagåtña                  |
| Hiszpania                     | Adriana Reverón               | 23   | 177         | Teneryfa                 |
| Holandia                      | Melanie de Laat               | 22   | 175         | Utrecht                  |
| Honduras                      | Kenia Andrade                 | 22   | 178         | Atlántida                |
| Indie                         | Tanvi Vyas                    | 22   | 174         | Vadodara                 |
| Indonezja                     | Hedhy Kurniati                | 22   | 174         | Dżakarta                 |
| Irlandia Północna             | Gemma Walker                  | 22   | 175         | Mayo                     |
| Izrael                        | Lin Mor                       | 18   | 173         | Tel Awiw                 |
| Jamajka                       | Simone Burke                  | 21   | 173         | Saint Andrew             |
| Japonia                       | Akemi Fukumura                | 26   | 178         | Tokio                    |
| Kanada                        | Denise Garrido                | 21   | 176         | Bradford                 |
| Kolumbia                      | Mariana Rodríguez Merchan     | 20   | 180         | Cali                     |
| Kongo                         | Katissia Kouta                | 20   | 172         | Brazzaville              |
| Korea Południowa              | Seo Seol-hee                  | 19   | 178         | Daegu                    |
| Kosowo                        | Yllka Berisha                 | 20   | 178         | Prisztina                |
| Kostaryka                     | Wendy Cordero Sánchez         | 20   | 175         | Cartago                  |
| Kuba                          | Jessica Silva                 | 18   | 177         | Camagüey                 |
| Liban                         | Pamela Saade                  | 25   | 174         | Bejrut                   |
| Liberia                       | Marit Woods                   | 21   | 171         | Monrovia                 |
| Litwa                         | Ingrida Kazlauskaite          | 24   | 173         | Kowno                    |
| Luksemburg                    | Nadia Neves Pereira           | 22   | 175         | Luksemburg               |
| Łotwa                         | Anita Baltruna                | 25   | 175         | Jełgawa                  |
| Makau                         | Qian Wei Na                   | 22   | 173         | Makau                    |
| Malezja                       | Audrey Ng                     | 23   | 170         | Perak                    |
| Malta                         | Maria Galea                   | 18   | 173         | Valletta                 |
| Martynika                     | Frédérique Violene Grainville | 18   | 170         | Fort-de-France           |
| Meksyk                        | Abigail Elizalde Romo         | 23   | 183         | Torreón                  |
| Niemcy                        | Dayana Schult                 | 18   | 180         | Schwerin                 |
| Nigeria                       | Uko Ezinne                    | 22   | 174         | Lagos                    |
| Nikaragua                     | Thelma Rodríguez              | 19   | 175         | Chinandega               |
| Nowa Zelandia                 | Rachel Crofts                 | 20   | 174         | Manawatu                 |
| Pakistan                      | Nosheen Idrees                | 22   | 174         | Dźhelam                  |
| Panama                        | Shassia Ubillus               | 25   | 172         | Panama                   |
| Peru                          | Giuliana Zevallos             | 20   | 180         | Loreto                   |
| Polska                        | Karolina Filipkowska          | 20   | 180         | Łódź                     |
| Południowa Afryka             | Matapa Maila                  | 23   | 175         | Limpopo                  |
| Rosja                         | Anna Mezentseva               | 23   | 181         | Moskwa                   |
| Rumunia                       | Ruxandra Popa                 | 21   | 180         | Abrud                    |
| Rwanda                        | Cynthia Akazuba               | 18   | 170         | Kigali                   |
| Salwador                      | Teresita Gómez                | 23   | 173         | San Salvador             |
| Serbia                        | Bojana Traljic                | 18   | 180         | Subotica                 |
| Singapur                      | Ivy Leow Kian Peng            | 25   | 170         | Singapur                 |
| Słowacja                      | Martina Tóthová               | 20   | 175         | Pieszczany               |
| Słowenia                      | Sara Franceskin               | 18   | 176         | Lublana                  |
| Stany Zjednoczone             | Jana Murrell                  | 26   | 181         | Omaha                    |
| Sudan Południowy              | Nok Nora Duany                | 18   | 181         | Dżuba                    |
| Surinam                       | Priscilla Yhap                | 22   | 175         | Paramaribo               |
| Szkocja                       | Courtney St. John             | 22   | 177         | Glasgow                  |
| Szwajcaria                    | Nasanin Nuri                  | 21   | 173         | Teheran                  |
| Szwecja                       | Fanny Blome                   | 18   | 182         | Norrköping               |
| Tahiti                        | Vahinetua Flaccadori          | 18   | 175         | Papeete                  |
| Tajlandia                     | Piyaporn Deejing              | 19   | 173         | Nakhon Ratchasima        |
| Tanzania                      | Miriam Obdema                 | 25   | 175         | Arusza                   |
| Turcja                        | Demet Karadeniz               | 25   | 178         | Ankara                   |
| Turks i Caicos                | Sessily Pratt                 | 18   | 170         | Providenciales           |
| Uganda                        | Daisy Nabagereka              | 22   | 175         | Kampala                  |
| Walia                         | Jamie Lee Williams            | 22   | 170         | Powys                    |
| Wenezuela                     | Daniela Torrealba             | 19   | 175         | San Cristóbal            |
| Węgry                         | Krisztina Polgár              | 21   | 175         | Törökszentmiklós         |
| Włochy                        | Caterina Pasquale             | 24   | 173         | Crotone                  |